# Herálec (Havlíčkův Brod)
Herálec é uma comuna checa localizada na região de Vysočina, distrito de Havlíčkův Brod.